# Хадмерслебен
Хадмерслебен (на немски: Hadmersleben, от 10 декември 2014 г.: Stadt Hadmersleben) е част от град Ошерслебен в район Бьорде, в Саксония-Анхалт, Германия с 1749 жители (към 31 декември 2009).
Намира се между Магдебург и Харц. На 1 септември 2010 г. Хадмерслебен става част от град Ошерслебен.
През 961 г. Бернхард фон Хадмерслебен, епископът на Халберщат, основава в родното си место манастир Хадмерслебен.